# Hội nghị thượng đỉnh Eritrea – Ethiopia 2018
Hội nghị thượng đỉnh Eritrea – Ethiopia 2018 (cũng gọi Hội nghị thượng đỉnh hòa bình Eritrea – Ethiopia 2018) là cuộc họp thượng đỉnh song phương diễn ra vào ngày 8–9 tháng 7 năm 2018 tại Asmara, Eritrea, giữa phái đoàn hai nước do Tổng thống Eritrea Isaias Afewerki và Thủ tướng Ethiopia Abiy Ahmed dẫn đầu.
Tổng thống Eritrea Isaias Afewerki và Thủ tướng Ethiopia Abiy Ahmed đã ký một tuyên bố chung chính thức chấm dứt xung đột biên giới giữa hai nước, khôi phục quan hệ ngoại giao đầy đủ và đồng ý mở đường biên giới phục vụ giao lưu nhân dân, giao lưu thương mại và dịch vụ. Tuyên bố chung cũng được coi là đóng tất cả các nội dung liên quan đến cuộc chiến Eritrea - Ethiopia vào từ năm 1998 - 2000 và xung đột biên giới Eritrea-Ethiopia sau đó với các cuộc đụng độ rải rác trong những năm 2000-2018.